# Badou Jack
Johannes Gabriel Badou Nyberg, meglio noto come Badou Jack (Stoccolma, 31 ottobre 1983), è un pugile svedese naturalizzato gambiano.
Soprannominato "The Ripper", è stato detentore dei titoli mondiali WBC dei pesi supermedi dal 2015 al 2017 e WBA dei mediomassimi nel 2017.

## Biografia
Nacque a Stoccolma da padre gambiano e madre svedese. Fu tesserato per la polisportiva Djurgårdens Idrottsförening dell'isola di Djurgården della capitale svedese. 
Rappresentò la Gambia ai Giochi olimpici estivi di Pechino 2008, dove fu eliminato ai sedicesimi del torneo dei pesi medi dall'indiano Vijender Singh.

## Carriera professionale
Debuttò da professionista il 6 giugno 2009, sconfiggendo il russo Maxim Nikonorov ai punti dopo quattro riprese.
Distintosi come uno degli esponenti più promettenti del panorama svedese, nell'estate del 2012 venne ingaggiato dalla Mayweather Promotions, polo manageriale dell'omonimo pugile-promotore.
Il 24 aprile 2015 sfidò il campione WBC dei supermedi Anthony Dirrell in un match titolato. Benché dato per grande sfavorito dagli esperti di settore, sorprese il mondo pugilistico con una vittoria ai punti per decisione di maggioranza (116-112, 115-113, 114-114), prendendo il controllo dell'incontro e mettendo in mostra le debolezze del campione in carica.